# 最上町立最上病院
最上町立最上病院（もがみちょうりつもがみびょういん）は、山形県最上郡最上町にある医療機関。

## 診療科
- 内科
- 外科
- 整形外科
- 産婦人科
- 眼科

## 年表
- 1954年（昭和29年）7月 - 落成。
- 1954年（昭和29年）10月 - 最上町立病院として発足。
- 1971年（昭和45年） 10月 - 鉄筋コンクリート3階建てに全面移転改築される。
- 1990年（平成2年） 5月 - 病院及び健康管理センターの新設移転が決定する。
- 1993年 （平成5年） - 新設病院棟工事着工。
- 1994年（平成6年） 3月 - 竣工。
- 1994年（平成6年） 5月30日 - 新病院開院。

## 施設概要
- 建物構造：鉄筋コンクリート平屋建て
- 延面積：5,717ｍ2
- 敷地面積：20,199m2
- 病室：29室

## 外来受付時間
- 外来診療（午前、月曜日〜金曜日)
  - 受付時間 ：午前8時00分〜11時30分
  - 診療開始 ：午前9時00分〜 (整形外科のみ午前9時30分〜)
- 外来診療 （午後、月曜日〜金曜日)
  - 受付時間：午後1時30分〜2時30分
  - 診療開始：午後2時00分〜

※木曜日の午後は休診。 
- 夜間診療（水曜日のみ） 
  - 午後5時30分〜午後7時30分

※但し、急患の場合はいつでも対応。

## 休診日
- 土曜日・日曜日・祝日
- 年末年始（12月29日〜1月3日）

## 周辺
- 最上駅
- 国道47号